# 핵연료 재처리

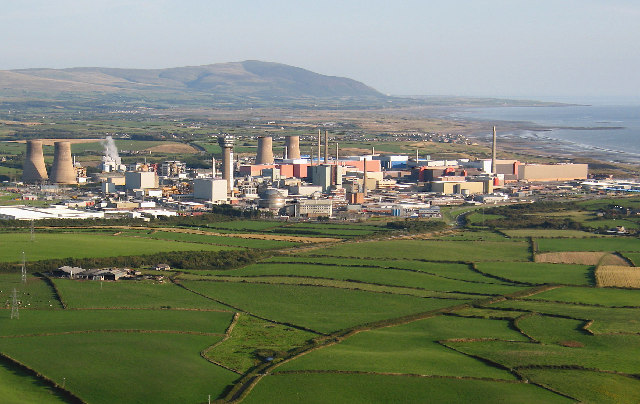
영국의 셀라필드

핵연료 재처리(核燃料再處理, 영어: nuclear reprocessing)은 핵연료를 사용 후 연료에 있는 물질을 분리하는 과정이다. 재처리는 여러 가지 목적을 가지고 하며, 시기에 따라 상대적인 중요성이 변하고 있다:
- 핵무기용 플루토늄 생산
- 증식로에서 사용하기 위한 모든 악티니드 계열 원소의 재활용, 닫힌 연료주기 이용, 사용후 연료에서 플루토늄을 추출하여 천연 우라늄(U235)의 60배이상의 연료를 사용하기 위해서[1]
- 천연 우라늄의 12%이상 효율이 좋은 플루토늄을 원자로에 집어넣기 위한 MOX 연료 제작[2]과 더불어 플루토늄 재고 처리
- 방사성 폐기물의 분리 및 처리

## 역사
제2차 세계 대전 중에 핵무기를 만들기 위한 플루토늄을 뽑아내기 위해서 원자로들이 많이 건설되었다. 초창기의 재처리는 오직 분열 생성물에서 플루토늄만을 뽑아내는 것이 목표였다. 1943년에 우라늄과 분열 생성물에서 플루토늄을 추출하는 방법들이 제안되었다. 최초의 방법으론 인산비스무트를 이용한 화학침출법을 사용하였으며, 이 방법은 오크리지 국립 연구소(ORNL)에서 개발되어 1943~1945년 동안 맨해튼 프로젝트에 필요한 플루토늄을 추출해내는데 사용되었다. 처음 오크리지 국립연구소에서 이 방법을 써먹었을 때 이 방법으로 몇 그램을 추출해내는데 성공하였다.
이 화학추출법은 핸포드 재처리 공장에서 처음 가동되었다. 그러나 이 방식은 플루토늄만 추출이 가능했고, 추출하기 위해 약품을 많이 집어넣어서 방사성 폐기물이 증가하는 결과를 가져왔다.
1949년 오크리지 국립연구소에서는 우라늄과 플루토늄 둘다를 성공적으로 추출할 수 있는 용매 추출법인 PUREX를 개발하였다. Savannah River Site에서는 새로운 재처리 공장이 세워지게 되었고, 뉴욕주의 West Valley에서는 새로운 규제로 인하여 1972년 문을 닫게 된다.
상업 연료의 재처리는 유럽에서도 진행되었는데, 프랑스에서는 COGEMA La Hague Site에서 재처리를 하였고, 영국에선 셀라필드 원자력 단지에서 재처리를 하였다. 또한 구소련에선 마야크(Mayak)에 재처리공장을 지었으며, 인도에선 Tarapur를, 일본에선 도카이 재처리공장, 미국에선 잠시동안 웨스트 벨리에서 상업 연료의 재처리를 수행하였다.
1976년 10월, 핵확산의 공포(인도가 재처리 기술을 이용하여 핵실험을 성공한 후)로 인해서 제럴드 포드 대통령은 1977년 4월 7일부터 상업적인 재처리와 더불어 플루토늄의 재사용을 무기한 중지하는 대통령령을 제정하였으며, 지미 카터 대통령은 상업적 원자로의 사용후 연료를 재처리하는걸 금지하였다. 이 정책의 핵심 문제는 상업적 핵연료 주기의 플루토늄이 핵확산의 문제중 하나라는 것이고, 다른 국가들이 미국이 이끄는 데로 따라가도록 만들었다.
. 이 정책이후, 재처리에 많은 투자를 해버린 국가들만 사용후 핵연료를 재처리하게 되었다. 레이건 대통령은 1981년에 이 대통령령을 폐지하였지만, 상업적 재처리를 시작할만한 보조금은 지급되지 않았다.
1999년 3월에 미국 에너지성은 그들의 정책을 뒤로하고 Duke Energy, COGEMA, Stone & Webster과 MOX 연료 제작 공장을 위한 설계와 운영 컨소시엄을 발족했다. MOX 연료 제작 공장은 2005년 10월부터 사우스 캐롤라이나의 Savannah River Site에 건설될 것이다.

## 습식 재처리법

### PUREX
PUREX는 현재 가장 많이 쓰이고 있는 재처리 공법으로, 플루토늄 - 우라늄 추출(Plutonium - URanium EXtraction)의 준말이다. PUREX 공법은 용해된 사용후 연료로부터 우라늄과 플루토늄을 분리해낸다. 현재 PUREX 공법은 재처리 산업에서 가장 많이 사용되고 있는 방법이다. 상업적인 원자력 발전소의 사용후 연료를 재처리 할시엔 핵무기에 쓰이기 좋은 순도높은 플루토늄-239이 대량 포함된다.

## 건식 재처리법

### 파이로프로세싱
파이로프로세싱은 고열을 이용한 일반적인 재처리 방법이다. 재처리 용재로 물이나 유기용제가 아닌 용융염(LiCl+KCl 혹은 LiF+CaF2)이나 용융된 금속(카드뮴이나 비스무트, 마그네슘등)을 사용한다. 파이로프로세싱은 전기 정련, 증류, 용매-용매 추출로 이뤄진다.
파이로프로세싱은 현재 전 세계적으로 쓰이고 있지 않지만, 미국 아르곤 국립 연구소와 세계 각국에서 연구중에 있다.

#### 장점
- 파이로프로세싱에 대한 원리는 정통해 있으며, 파이로프로세싱 도입에 대한 특정한 기술적 장벽이 존재하지 않는다.[8]

- 연소도가 높은 사용후 연료를 재처리할 수 있으며, 이때 사용후 연료의 온도가 높은 경우에도 다른 재처리 공법보다 적은 냉각기간이 소요된다.

- 수소와 탄소가 들어간 용매를 사용하지 않아, 이들로 인한 임계 사고를 예방하고 또한, 삼중수소, 탄소14같은 분열생성물을 생성하지 않는다.

- 습식 재처리 공정보다 더 작은 공간을 차지하며, 원자로에서 바로 재처리할 수 있다는 장점이 있어 사용후 연료의 이송과 보안문제가 사라지게 되며, 고준위 폐기물의 양이 적다는 장점도 있다. 예를 들어 일체형 고속로와 용융염 원자로의 연료주기는 파이로프로세싱에 기반을 두고 있다.

- 거의 대부분의 악티니드 계열의 원소를 분리할 수 있으며, 또한 높은 방사성을 띠는 연료로 인해 도난이라든가 핵무기로의 이용이 힘들다. (그러나 그 어려움에 대해 의문을 품는 사람도 있다.[9]) 이와 대조적으로 PUREX 공정은 무기급 플루토늄을 추출해내기 위해서 개발되었으며, 또한 알칼리계통의 악티니드 계열(아메리슘, 퀴륨)등이 남아서 장시간의 방사선을 방출하게 된다.

- 분열생성물속의 방사성물질의 반감기가 약 102~105년인데, 이런 악티니드 계열을 뽑아서 고속증식로에 집어넣어 반감기를 줄이고 연료도 줄일 수 있다.

#### 단점
- 2005년 현재 파이로프로세싱 기술은 사용되고 있지 않으며, 지금도 PUREX 공정을 사용하는 공장들이 지어지고 있다. 그러나, 4세대 원자로가 상용화 된다면, 파이로프로세싱을 이용한 재처리공장에 대한 요구가 어느정도는 생길 것이다.
- 용융염을 사용한 파이로프로세싱에서 나온 추출잔류물은 PUREX 공법에서 나온 추출잔류물보다 유리화가 어렵다.

## 경제적으로 보는 재처리
사용후 핵연료를 재처리하느냐 그리고 그냥 처분해버리느냐에 대한 경제적인 문제는 10년이 넘게 논쟁의 초점이 되었다. 다양한 연구결과가 나왔지만, 2005년 현재로서는 재처리쪽이 좀더 비싼걸로 결론지어졌다.
만약 재처리가 사용후 연료의 방사성을 낮추기 위해 사용된다면, 재처리로 인해서 40년후엔 연료의 방사능이 99.9%까지 떨어지게 되며, 이와 더불어 천연우라늄을 천년넘게 사용하는 것과 같은 결과에 이르게 된다.
그러나, 플루토늄-239를 포함하는 초우라늄원소는 10만년이 넘어가는 반감기를 지녔으며, 초우라늄 원소를 연료로 사용하지 못할시엔 핵확산과 방사능 오염으로 인하여 엄중하게 처분되어야 한다.

## 전 세계의 재처리 공장
| 국가     | 재처리 공장                          | 재처리 대상                     | 공정                 | 재처리 수용량 tU/년 | 가동중 혹은 가동기간 |
| -------- | ------------------------------------ | ------------------------------- | -------------------- | ------------------- | -------------------- |
| 벨기에   | Mol                                  | 경수로, MTR (재료연구용 원자로) |                      | 80                  | 1966-1974            |
| 독일     | Karlsruhe, WAK                       | 경수로                          |                      | 35                  | 1971-1990            |
| 프랑스   | Marcoule, UP 1                       | 군사용                          |                      | 1,200               | 1958-1997            |
| 프랑스   | Marcoule, CEA APM                    | 고속증식로                      | PUREX, DIAMEX, SANEX | 6                   | 1988- 현재           |
| 프랑스   | La Hague, UP 2                       | 경수로                          | PUREX                | 900                 | 1967-1974            |
| 프랑스   | La Hague, UP 2-400                   | 경수로                          | PUREX                | 400                 | 1976-1990            |
| 프랑스   | La Hague, UP 2-800                   | LWR                             | PUREX                | 800                 | 1990                 |
| 프랑스   | La Hague, UP 3                       | LWR                             | PUREX                | 800                 | 1990                 |
| 영국     | Windscale                            | 마그녹스                        |                      | 1,000               | 1956-1962            |
| 영국     | 셀라필드, B205                       | 마그녹스                        | PUREX                | 1,500               | 1964                 |
| 영국     | 돈레이                               | 고속증식로                      |                      | 8                   | 1980                 |
| 영국     | THORP                                | 경수로                          | PUREX                | 1,200               | 1990                 |
| 이탈리아 | Rotondella                           | 토륨                            |                      | 5                   | 1968 (가동중단)      |
| 인도     | Kalpakkam                            | 군사용                          |                      | 100                 | 1998                 |
| 인도     | Trombay                              | 군사용                          | PUREX                | 60                  | 1965                 |
| 인도     | Tarapur                              | CANDU                           |                      | 100                 | 1982                 |
| 일본     | 도카이                               | 경수로                          |                      | 210                 | 1977                 |
| 일본     | 롯카쇼                               | 경수로                          |                      | 800                 | 2005                 |
| 파키스탄 | New Labs                             | 군사용/플루토늄/토륨            |                      | 80                  | 1982-현재            |
| 파키스탄 | Khushab Nuclear Complex              | 중수로/군사용/삼중수소          |                      | 22 kg               | 1986-현재            |
| 러시아   | Mayak Plant B                        | 군사용                          |                      | 400                 | 1948-196?            |
| 러시아   | Mayak Plant BB, RT-1                 | 경수로                          | PUREX + 분리안함     | 400                 | 1978                 |
| 러시아   | Zheleznogorsk (Krasnoyarsk-26), RT-2 | VVER                            |                      | 1,500               | 건설중               |
| 미국, NY | West Valley                          | 경수로                          |                      | 300                 | 1966-1972            |

*한국도 2015년 미국과의 협상을 통해 연구용으로 사용후핵연료의 재처리가 가능해졌다. 현재 대전 원자력연구소에서 사용후핵연료를 재처리 연구 중이다.

## 같이 보기
- 핵연료 주기
- 증식로

## 참고 자료
- OECD Nuclear Energy Agency, The Economics of the Nuclear Fuel Cycle, Paris, 1994
- I. Hensing and W Schultz, Economic Comparison of Nuclear Fuel Cycle Options, Energiewirtschaftlichen Instituts, Cologne, 1995.
- Cogema, Reprocessing-Recycling: the Industrial Stakes, presentation to the Konrad-Adenauer-Stiftung, Bonn, 9 May 1995.
- OECD Nuclear Energy Agency, Plutonium Fuel: An Assessment, Paris, 1989.
- National Research Council, "Nuclear Wastes: Technologies for Separation and Transmutation", National Academy Press, Washington D.C. 1996.